# Pastor Micha Ondó Bile
Pastor Micha Ondó Bile (ur. 1952 w Nsinik Sawong) – dyplomata i polityk, ambasador Gwinei Równikowej w Stanach Zjednoczonych w latach 1995–2000, ambasador w Hiszpanii w latach 2000–2003, minister spraw zagranicznych, współpracy międzynarodowej i Frankofonii w latach 2003–2012, minister handlu od 8 lutego 2018 roku.

## Życiorys
W 1965 roku ukończył szkołę podstawową, a w 1974 roku kurs przeduniwersytecki. W 1982 roku rozpoczął pracę w Departamencie Kopalń i Węglowodorów Gwinei Równikowej, gdzie w latach 1983–1984 był dyrektorem generalnym, a następnie w latach 1994–1995 sekretarzem generalnym.
W 1995 roku objął stanowisko ambasadora nadzwyczajnego Gwinei Równikowej w Stanach Zjednoczonych oraz stałego przedstawiciela Gwinei Równikowej przy Organizacji Narodów Zjednoczonych. Rok później uzyskał także akredytację na Kubie, w Argentynie, Brazylii, Chile, Meksyku i Wenezueli. W maju 2000 roku został powołany na ambasadora nadzwyczajnego w Hiszpanii, uzyskując w następnym roku akredytację na Włochy.
11 lutego 2003 roku został mianowany na ministra spraw zagranicznych, współpracy międzynarodowej i Frankofonii. Funkcję tę pełnił do 2012 roku.
Bile włada czterema językami: hiszpańskim, francuskim, angielskim i rosyjskim. Jest żonaty i ma szóstkę dzieci, ponadto jest kuzynem prezydenta Teodoro Obianga Nguemy Mbasogi.
Kawaler Orderu Niepodległości II klasy oraz Komandor Orderu Niepodległości.